# Psohlavec zelený
Psohlavec zelený (Corallus caninus) je štíhlý, stromový had z čeledi hroznýšovitých.

## Popis
Jeho svrchní stranu těla zdobí smaragdová zeleň s nádechem do modra nebo do žluta s nepravidelnými bělavými skvrnami na hřbetě. Jeho břicho, ale zčásti i boky, zrovna tak i spodní strana tlamy jsou jasně žluté. Psohlavci zelení odpočívají a loví charakteristickým a pro ně typickým způsobem. Tělo je poskládáno přes větev v elegantních smyčkách a jejich nápadně velká hlava, skrývající mohutné a dlouhé přední zuby, je položena na té nejvrchnější z nich. Pouze při číhání na kořist je hlava povysunuta z klubka, a had je ve střehu. Mají velice výrazné retní jamky. Dorůstají kolem 2 metrů, většinou však méně. Někteří jedinci však dosáhli až 240 centimetrů.
Od krajty zelené (se kterou se psohlavec zelený často zaměňuje – tzv. konvergentní vývoj) se liší hlavně retními jamkami, které jsou u krajty pouze na horním rtu, zatímco psohlavec je má na všech štítcích horního i dolního rtu. Psohlavec zelený má také větší šupiny na horní části hlavy. Další rozlišovací znak je oddělení spodního okraje oka s linií horního rtu, kde psohlavec má oko oddělené malými šupinkami na horním rtu, kdežto krajta má spodní okraj oka v přímém kontaktu s hornoretním štítkem.

## Areál rozšíření
Tento had žije v teplých dešťových pralesích Guayany a Brazílie, přes Peru až do Bolívie. Obývá téměř celou amazonskou pánev Jižní Ameriky. Zdržuje se převážně ve větvích stromů, jen zřídka slézá na zem.

## Chov v teráriu
Teplota v teráriu by se tedy měla pohybovat mezi 28 – 30 °C ve dne, s poklesem na 22–24 °C v noci.
V zajetí chováme psohlavce ve větším, dobře větraném teráriu, orientovaném spíše na výšku. Vlhkost musíme udržovat vysokou (70–80%) jinak mají tito hadi problémy se svlékáním. Terárium by mělo být poměrně hustě zarostlé tuhými rostlinami a opatřeno dostatkem větví , na kterých se tento had téměř neustále zdržuje. Substrát dna může tvořit směs písku, rašeliny a bukového listí. Psohlavec zelený je výborný plavec, proto by neměla chybět nádrž s vodou. Velice rád olizuje kapky vody, které ulpěly na listech rostlin. Doporučuje se občasné ozařování UV- lampou.
Chov nelze doporučit pro začínající chovatele, neboť psohlavci vyžadují zvláštní péči. Jedná se o agresivní, kousavé hady, kteří většinou nikdy nezkrotnou, a poměrně často trpí cizopasníky, kterých je potřeba se zbavit. Navíc je psohlavec zelený vzácný a pro velkou většinu teraristů těžko cenově dostupný.
V Zoo Praha je od listopadu 2023 v pavilonu Terárium chován psohlavec Batesův (Corallus batesii), který býval dříve považován za formu psohlavce zeleného; jako samostatný druh je považován až od roku 2009. Vyskytuje se v jiné části Jižní Ameriky a od svého příbuzného se liší mimo jiné větší tělesnou velikostí. Ubikace se nachází v blízkosti terária krajty zelené, s kterou tak tvoří názornou ukázku konvergentní podobnosti nepříbuzných druhů.

## Potrava
Jeho hlavní potravou v přírodě jsou hlavně ptáci a drobní hlodavci, kteří se pohybují ve větvích stromů. Má velice dlouhé a silné přední zuby, které mu pomáhají při lovu a přidržování kořisti.
V teráriu je snaha o co nejpřirozenější skladbu potravy, kterou má v přírodě, což je v Česku problém, neboť ptáci jsou zde chráněni (nesmí se lovit a teraristé jsou tak odkázání na malá kuřata a drobné hlodavce).

## Rozmnožování
Rozmnožit psohlavce zeleného v zajetí se sice už podařilo, přesto se jedná o záležitost spíše raritní. Mláďat bývá kolem dvaceti a rodí se živá.